# Liste des primats de l'Église orthodoxe de Finlande
Liste des primats de l'Église orthodoxe de Finlande

## Juridiction du Patriarcat de Moscou
- Antoine (1892-1898)
- Nicolas (1899-1905)
- Serge (1905–1917)
- Séraphin (1918-1923), Évêque de Finlande à partir de 1918, Archevêque à partir de 1921

## Juridiction du Patriarcat œcuménique de Constantinople
- Germain (1923-1960)
- Paul (1960-1987)
- Jean (1987-2001)
- Léon (2001-)